# Kirkby Green
Kirkby Green är en by i civil parish Scopwick, i distriktet North Kesteven, i grevskapet Lincolnshire, i England. Byn är belägen 17 km från Lincoln. Kirkby Green var en civil parish fram till 1931 när blev den en del av Scopwick. Civil parish hade 147 invånare år 1921. Byn nämndes i Domedagsboken (Domesday Book) år 1086, och kallades då Cherchebi.